# Cantius trigonodus
A Cantius trigonodus az emlősök (Mammalia) osztályának a főemlősök (Primates) rendjébe, ezen belül a Notharctidae családjába tartozó kihalt faj.

## Tudnivalók
A Cantius trigonodus azon a helyen élt, ahol ma az Amerikai Egyesült Államokbeli Wyoming állam van. Az állat körülbelül 50 millió évvel élt ezelőtt, az eocén kor első felében.
Az állatból, a megkövesedett lábfejcsontjai kerültek elő. Ezek alapján, a kutatók szerint a Cantius trigonodus körülbelül macska nagyságú lehetett. Ennél az állatnál, már kialakult a fogásra alkalmas nagyujj.